# Adam Wolanin
Adam Wolanin (Lwów, 1919. november 13. – 1987. október 26.) lengyel származású amerikai labdarúgó, csatár.

## Karrierje
Wolanin az akkor még Lengyelországhoz tartozó Lwówban született, itt kezdett el futballozni a helyi Pogoń Lwówban. Egy meccs erejéig játszott a Szpartak Moszkvában, valamint tagja volt Angliában a Blackpool keretének is. A negyvenes évek közepétől az USA-ban élt, és itt is folytatta a labdarúgást. Három csapatban játszott, ezek közül a Chicago Falconsszal 1953-ban kupagyőztes lett.
A válogatottal részt vett az 1950-es vb-n, ahol az első, spanyolok elleni meccsen lépett pályára először, és mint később kiderült, utoljára is. Csapattársaival együtt 1976-ban bekerült az amerikai és az Illinois-i labdarúgó-hírességek csarnokába.